# Fable II
Fable II – fabularna gra akcji wydana na konsolę Xbox 360, stworzona przez Lionhead Studios, a wydana w październiku 2008 roku przez Microsoft Game Studios. Jest sequelem gry Fable: Zapomniane opowieści.
Rozgrywka ma miejsce w fikcyjnym świecie Albion, pięćset lat po wydarzeniach z gry Fable: Zapomniane opowieści, w czasach kolonialnych przypominających oświecenie; pistolety są jeszcze prymitywne, a małe miasteczka rozwinęły się w duże miasta. W odróżnieniu od oryginału, gracz może zdecydować się grać kobietą lub mężczyzną.
Peter Molyneux odegrał główną rolę w przedstawianiu tej gry opinii publicznej, jak to uczynił w przypadku oryginalnego Fable: Zapomniane opowieści.